# Epipterygium diversifolium
Epipterygium diversifolium là một loài rêu trong họ Bryaceae. Loài này được Renauld & Paris mô tả khoa học đầu tiên năm 1902.